# NGC 997
NGC 997 é uma galáxia elíptica (E+C) localizada na direcção da constelação de Cetus. Possui uma declinação de +07° 18' 22" e uma ascensão recta de 2 horas, 37 minutos e 14,4 segundos.
A galáxia NGC 997 foi descoberta em 10 de Novembro de 1863 por Albert Marth.